# وليام شارون
وليام تانغ شارون (بالإنجليزية: William Sharon)‏ (9 يناير 1821 - 13 نوفمبر 1885). كان عضو في مجلس الشيوخ الأمريكي عن ولاية نيفادا الذين استفاد من كومستوك سفن .